# Henryk Mross
Henryk Mross (ur. 24 maja 1928 w Gniewie, zm. 27 kwietnia 2000 w Gdyni) – duchowny katolicki, historyk, profesor Wyższego Seminarium Duchownego w Pelplinie, kanonik kapituły katedralnej w Chełmnie i w Pelplinie.

## Życiorys
Syn Józefa, pracownika Starostwa Gniewskiego i Czesławy z domu Filcek. Ukończył Państwowe Gimnazjum i Liceum Ogólnokształcące w Gniewie oraz zdał maturę w 1949. W latach 1949–1950 studiował w Wyższej Szkole Pedagogicznej w Gdańsku. W trakcie urlopu dziekańskiego uczył w szkole podstawowej w Gródku, w powiecie świeckim. Od 1950 studiował w Wyższym Seminarium Duchownym w Pelplinie. 10 maja 1956 przyjął święcenia kapłańskie. Pracował jako wikariusz w Linowie (1956–1957), Nowem (1957–1965), Chełmnie (1965–1969). W Nowem i Chełmnie był także katechetą w miejscowych liceach ogólnokształcących. Od 25 stycznia 1969 do 30 czerwca 1992 był proboszczem parafii Osielsko pod Bydgoszczą. W latach 1977–1992 pełnił obowiązki dziekana dekanatu fordońskiego. 14 października 1985 został mianowany kanonikiem honorowym Kapituły Katedralnej Chełmińskiej, a 25 września 1994 kanonikiem gremialnym Kapituły Katedralnej Pelplińskiej.
Od 1991 był członkiem Gdańskiego Towarzystwa Naukowego. Od 1 lipca 1992 wykładał historię diecezjalną w Seminarium Duchownym w Pelplinie, był jednocześnie dyrektorem biblioteki seminaryjnej. Jako historyk specjalizował się w dziejach regionalnych, a zwłaszcza w biografistyce księży diecezji chełmińskiej. Był autorem ponad 300 publikacji, wiele artykułów umieścił w Polskim Słowniku Biograficznym, a także w innym zbiorowych opracowaniach (Słownik biograficzny Pomorza Nadwiślańskiego, Słownik polskich teologów, Słownik biograficzny konspiracji pomorskiej, Encyklopedia katolicka). 
Zmarł w Gdyni. Został pochowany na Cmentarzu w Pelplinie.

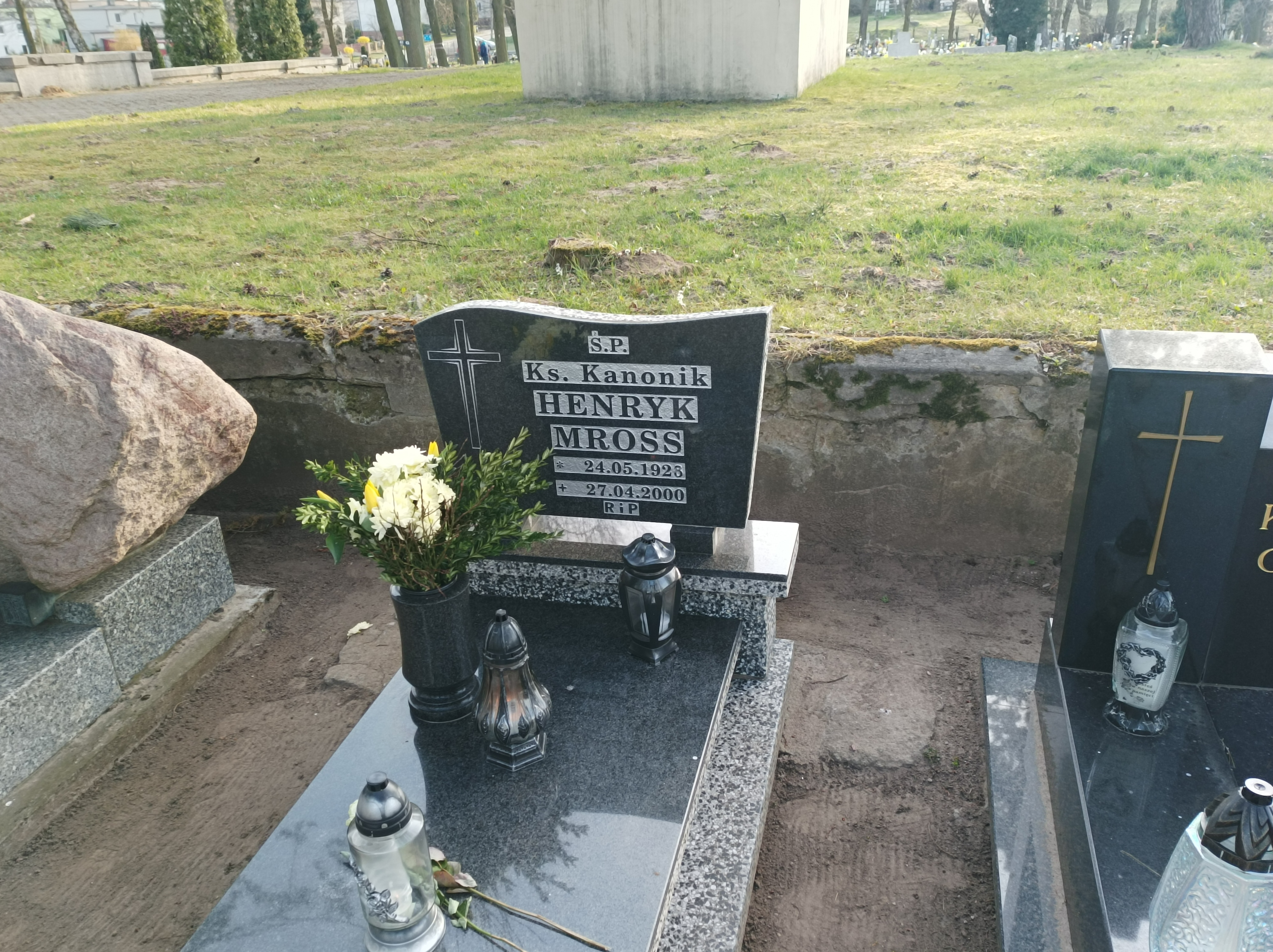
Grób ks. Henryka Mrossa w Pelplinie

## Wyróżnienia
7 kwietnia 1995 Klub Studentów „Pomorania” przy Zrzeszeniu Kaszubsko-Pomorskim w Gdańsku przyznał mu Medal Stolema. W 1997 został Honorowym Obywatelem Miasta i Gminy Gniew (na mocy uchwały nr XLI/234/97 Rady Miejskiej w Gniewie z dnia 27 sierpnia 1997), a w 1998 – Honorowym Obywatelem Gminy Osielsko. W 1999 imieniem ks. Henryka Mrossa nazwano ulicę prowadzącą do kaplicy w Niemczu.

## Publikacje
- Ks. Henryk Mross, Słownik biograficzny kapłanów Diecezji Chełmińskiej wyświęconych w latach 1821–1920, Wydawnictwo „Bernardinum”, Pelplin 1995, ISBN 83-86491-12-4.
- Ks. Henryk Mross, Pracownicy naukowo-dydaktyczni Wyższego Seminarium Duchownego. Pelplin 1939–1995. Słownik bio-bibliograficzny, Wydawnictwo „Bernardinum”, Pelplin 1997, ISBN 83-86491-74-4.
- Ks. Henryk Mross, Dzieje parafii Gniew od XIII wieku do 1939 roku, Wydawnictwo „Bernardinum”, Pelplin 1997, ISBN 83-86491-68-X.